# A Salty Dog
A Salty Dog ("Un lupo di mare") è un brano dei Procol Harum con il testo di Keith Reid e musica di Gary Brooker. Il brano è stato incluso nell'omonimo album e nel 1972 nell'album dal vivo Procol Harum Live with the Edmonton Symphony Orchestra.

## Il testo
Il testo della canzone è una metafora del significato della vita stessa...
Il testo di Reid, ispirato a La ballata del vecchio marinaio di Samuel Taylor Coleridge, parla di marinai che esplorano mari sconosciuti. La voce narrante è quella di un esploratore che cattura il senso dell'ignoto e i presagi che offre il mare. I marinai attraversano gli stretti, oltre Capo Horn.
Il brano inoltre racconta di un naufragio e dell'equipaggio che decide di abbandonare il capitano per raggiungere un'isola nelle vicinanze. 
L'arrangiamento degli archi ricorda Frédéric Chopin.

## In Italia
In Italia questo brano fu scelto come sigla del programma televisivo di Bruno Modugno Avventura, nell'ambito della TV dei ragazzi, per dare l'idea di quello che era lo scopo della trasmissione, e cioè di ispirare nei ragazzi il senso dell'avventura.
Nel 1988 Carlo Verdone inserì il brano nel film corale da lui diretto e interpretato Compagni di scuola, la cui colonna sonora rievoca i temi musicali dei tempi in cui i protagonisti erano al liceo, quindici anni prima.
Nel 2024 anche Gabriele Salvatores sceglie il brano per inserirlo nella colonna sonora del suo film Napoli - New York, udibile nella scena della partenza della nave con a bordo i due giovani protagonisti. 

### Cover in italiano
Mogol ha scritto il testo in italiano con il titolo Il marinaio, che è stato inciso da:
- 1969 - Beans Il marinaio/Occhi buoni (ARC)[6]
- 1969 - I Fratelli Il marinaio/Marilù (CGD)[7]
- 1970 - Massimo Ranieri Il marinaio, nell'album Vent'anni... (CGD)[8]

Nel 2007 un nuovo testo in italiano è stato scritto da Pasquale Panella e inciso da:
- 2007 - Zucchero Fornaciari Nel così blu (nell'album All the Best)

Nel 2009 I Camaleonti ne incidono una loro versione in italiano (Un angelo in più) nell'album Musica e Memoria